# Stazione meteorologica di Firenze Reparto Idrografico

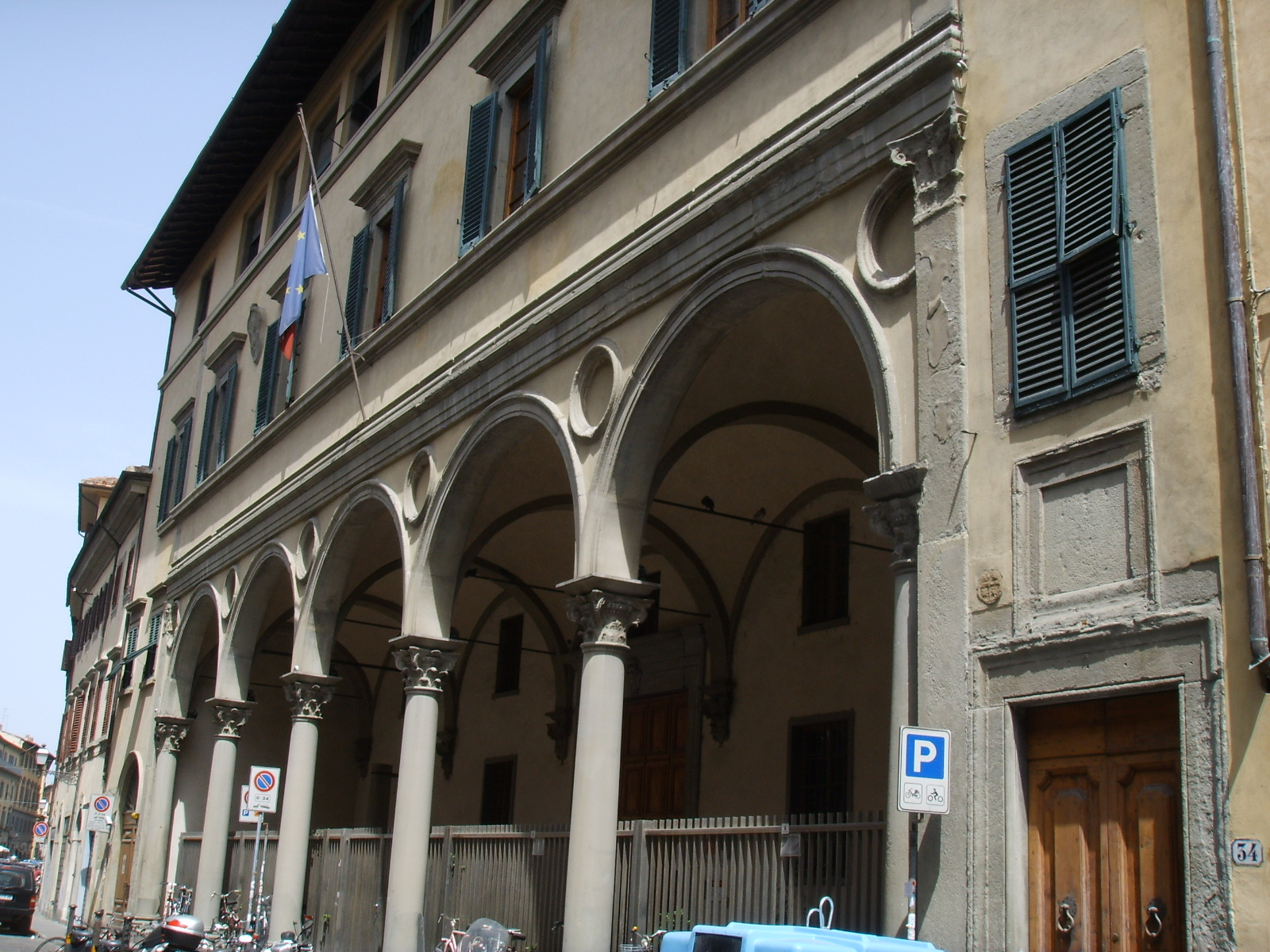
La Loggia dei Tessitori alla cui sommità era ubicata la stazione

La stazione meteorologica di Firenze Reparto Idrografico era una stazione meteorologica attiva in passato nel centro di Firenze. Attivata nel 1923, la stazione pluviometrica è rimasta attiva fino al 1983, mentre della stazione termometrica sono disponibili i dati fino al 1952. La sua ubicazione era in via San Gallo, presso l'attuale sede fiorentina del Servizio Idrologico Regionale della Toscana che si trova nel medesimo complesso architettonico della Loggia dei Tessitori.
I dati registrati dalla stazione meteorologica sono stati pubblicati dal Ministero dei lavori pubblici nelle corrispondenti edizioni degli Annali Idrologici.
Attualmente il Servizio Idrologico Regionale prende come riferimento per la città di Firenze i dati rilevati dalla moderna stazione meteorologica di Firenze Università, di tipo automatico, attiva dal 1997 nella zona di Careggi, in località Santa Marta, presso la Facoltà di Ingegneria.